# Lophozia capitata
Lophozia capitata là một loài Rêu trong họ Jungermanniaceae. Loài này được (Hook.) Macoun mô tả khoa học đầu tiên năm 1902.